# Оратов (село)
Ора́тов (укр. Оратів) — село на Украине, находится в Оратовском районе Винницкой области.
Код КОАТУУ — 0523183301. Население по переписи 2001 года составляет 784 человека. Почтовый индекс — 22655. Телефонный код — 4330.
Занимает площадь 0,827 км².

## Адрес местного совета
22655, Винницкая область, Оратовский р-н, с. Оратов, ул. Мира, 45